# Commission internationale de coopération intellectuelle
De Commission internationale de coopération intellectuelle (CICI, Engels: International Committee on Intellectual Cooperation (ICIC)) werd in januari 1922 door de Volkenbond opgericht nadat een voorstel van Frankrijk hiertoe in september 1921 was aangenomen. Doel was om de internationale samenwerking op intellectueel gebied te bevorderen, die door de Eerste Wereldoorlog verstoord was geraakt. In de praktijk ging het om de culturele en intellectuele uitwisseling tussen onderzoekers, geleerden, leraren, bibliothecarissen, kunstenaars en andere intellectuelen. De CICI geldt als de voorloper van de huidige UNESCO, die de taken van de CICI in 1946 overnam.
Bekende intellectuelen en kunstenaars als Albert Einstein, Marie Curie, Béla Bartók, Thomas Mann, Salvador de Madariaga en Paul Valéry traden tot de commissie toe als lid. Eerste voorzitter was de filosoof Henri Bergson met de schrijver Julien Luchaire als vicevoorzitter. Secretaris werd Hendrik Lorentz, die het voorzitterschap in 1925 overnam.
Toen er onvoldoende middelen beschikbaar kwamen om een actieve vestiging in Genève te onderhouden waar de Volkenbond zetelde, steunde de Franse regering in 1926 de oprichting van een uitvoerend bureau te Parijs.
De ICIC werkte onder meer samen met het Istituto Internazionale del Cinema Educatore (International Educational Cinematographic Institute) dat in 1928 door de Italiaanse regering was opgericht te Rome.